# Lindy Ave
Lindy Ave (* 9. Juli 1998 in Neubrandenburg, Mecklenburg-Vorpommern) ist eine deutsche Leichtathletin in der Startklasse T38, die sich auf Kurz- und Langsprints sowie den Weitsprung spezialisiert hat. 2021 wurde sie in Weltrekordzeit Paralympicssiegerin über 400 Meter. Ave läuft auch in der Staffel.

## Berufsweg
Lindy Ave beendete 2014 ihre Schulzeit in Neubrandenburg und ging, um Sport und die weitere Ausbildung vereinbaren zu können, nach Greifswald. Vor den IPC-Europameisterschaften in Berlin, die im August 2018 stattfanden, schloss sie ihre Ausbildung zur Hauswirtschafterin ab.

## Sportliche Karriere
Ave begann im Alter von neun Jahren auf Anraten ihres Arztes an der Landesschule für Körperbehinderte mit sportlichem Training, das vom Freizeit- und Sportverein für Behinderte geleitet wurde. Sie konnte für den Vereinssport beim SC Neubrandenburg gewonnen werden, nahm am Schwimm- sowie Leichtathletiktraining teil und war in beiden Sportarten erfolgreich.
2010 begann Ave mit dem Leistungssport. 2014 wechselte sie zum Landesleistungszentrum in Greifswald. Seitdem konzentrierte sich auf die Leichtathletik und trainiert bei der HSG Universität Greifswald.
2015 startete Ave bei den IWAS World Junior Games in Stadskanaal (Niederlande) und wurde sowohl Weltmeisterin über 100 Meter, als auch mit der 4-mal-100-Meter-Staffel, sowie Vize über 200 Meter und im Weitsprung. Beim Grand Prix Final in London erreichte sie auf Anhieb den 3. Platz auf der 100-Meter-Strecke.
2016 kam Ave bei den IPC-Europameisterschaften in der Erwachsenenklasse in Grosseto (Italien) über 100 und 200 Meter jeweils auf den 5. und beim Weitsprung auf den 6. Platz. Bei den IWAS U23 World Games in Prag bestätigte Ave ihre Form und wurde sowohl Weltmeisterin über 100 als auch 200 Meter und belegte den 3. Platz im Weitsprung. Bei den Internationalen Deutschen Meisterschaften (IDM) in Berlin wurde sie Deutsche U20-Meisterin auf den 100 Metern, und Meisterin im Weitsprung. Über die 200 Meter belegte sie den 4. Platz. Schließlich wurde Ave als Teilnehmerin bei den Paralympischen Spielen in Rio de Janeiro nominiert, wo sie beim 100-Meter-Lauf in persönlicher Bestleistung von 13,20 s den 5. Platz erreichte. Im Weitsprung verbesserte Ave ihre persönliche Bestleistung um 2 cm auf 4,47 m und belegte den 6. Platz. In der 4-mal-100-Meter-Staffel mit Maria Seifert und Claudia sowie Nicole Nicoleitzik kam sie mit Saisonbestleistung auf den 4. Platz.
2017 wurde Ave in London jeweils mit persönlicher Bestleistung IPC-Vizeweltmeisterin über 200 Meter, holte Bronze im 100-Meter-Sprint und erreichte im Weitsprung den 4. Platz.
2018 kam sie bei den IPC-Europameisterschaften in Berlin in vier Disziplinen aufs Treppchen. Ave errang mit persönlicher Bestleistung Gold über 400 Meter und jeweils Silber über 100 und 200 Meter sowie im Weitsprung, bei dem sie mit persönlicher Bestleistung von 4,71 m und den von ihr gehaltenen deutschen Rekord verbesserte. Bei ihrem Antritt in der gemischten 4-mal-100-Meter-Staffel wurde diese im Vorlauf wegen Fehlstarts (Regel 23.6) disqualifiziert.
2019 holte Ave Mitte Februar bei den IWAS World Games in Schardscha (Vereinigte Arabische Emirate) Dreifachgold: über 100 und 200 Meter sowie im Weitsprung. Wenige Tage später an gleichem Ort siegte sie beim 9. Sharjah International Open Athletics Meeting über 100, 200 und 400 Meter, musste sich aber im Weitsprung Vanessa Low geschlagen geben und mit dem zweiten Platz vorlieb nehmen. Verletzungsbedingt nahm sie nicht an den Weltmeisterschaften in Dubai teil.
2021 konnte Ave nach fast zwei Jahren mit Verletzungsproblemen bei den Europameisterschaften in Bydgoszcz mit 13,20 s den 5. Platz belegen. In Tokio startete sie bei den XVI. Paralympischen Sommerspielen und holte Bronze über 100 Meter. In der Universalstaffel mit Marcel Böttger und seinem Begleitläufer Alexander Kosenkow, David Behre und Merle Menje siegte sie zwar im Vorlauf, wurde aber nur Fünfte, da gem. Reglement nur die vier Zeitschnellsten aller Vorläufe ins Finale kamen. Über die 400 Meter lief sie in Weltrekordzeit von genau 1:00,00 min zu Paralympischem Gold.
Für ihre Erfolge bei den Paralympischen Spielen in Tokio erhielt sie am 8. November 2021 vom Bundespräsidenten das Silberne Lorbeerblatt.
Bei den Leichtathletik-Weltmeisterschaften der Behinderten 2024 in Kōbe gewann sie Silber über 400 m.

## Vereinszugehörigkeiten
Lindy Ave startet seit 2023 für den Verein Leichtathletik inklusiv Greifswald. Davor war sie für die HSG Universität Greifswald und bis 2014 für den SC Neubrandenburg aktiv. Sie tritt in der Startklasse T38 (Athleten mit leichter Spastik) an.

## Persönliche Bestleistungen
(Stand: 4. September 2021)
- 100 m: 12,77 s, Tokio, 28. August 2021
- 200 m: 27,02 s, London, 15. Juli 2017
- 400 m: 1:00,00 min, Tokio, 4. September 2021
- 4 × 100 m: 57,51 s, Pliezhausen, 8. Mai 2016
- Weitsprung: 4,71 m, Berlin, 22. August 2018

## Erfolge
national
- 2016: Deutsche Hallenvizemeisterin[16] (200 m)
- 2016: Deutsche U20-Hallenmeisterin[16] (60 m und Weitsprung)
- 2016: Internationale Deutsche Meisterin[17] (Weitsprung)
- 2016: 4. Platz Internationale Deutsche Meisterschaften (100 m[18] und 200 m[19])
- 2016: Internationale Deutsche U20-Meisterin[20] (100 m)
- 2017: Internationale Deutsche Meisterin[21] (Weitsprung)
- 2017: Internationale Deutsche Vizemeisterin[21] (100 und 200 m)
- 2018: Deutsche Hallenmeisterin[22] (200 m und Weitsprung)
- 2018: Deutsche Hallenvizemeisterin[22] (60 m)
- 2018: Internationale Deutsche Meisterin[23] (Weitsprung)
- 2018: 3. Platz Internationale Deutsche Meisterschaften[23] (100 m)

international
- 2015: U20-Weltmeisterin (100 m)
- 2015: U23-Weltmeisterin (4 × 100 m)
- 2015: U18-Vizeweltmeisterin (200 m und Weitsprung)
- 2016: U23-Weltmeisterin (100 m und 200 m)
- 2016: 3. Platz U23-Weltmeisterschaften (Weitsprung)
- 2016: 5. Platz IPC-Europameisterschaften (100 und 200 m)
- 2016: 6. Platz IPC-Europameisterschaften (Weitsprung)
- 2016: 4. Platz Paralympische Spiele (4 × 100 m)
- 2016: 5. Platz Paralympische Spiele (100 m)
- 2016: 6. Platz Paralympische Spiele (Weitsprung)
- 2017: IPC-Vizeweltmeisterin (200 m)
- 2017: 3. Platz IPC-Weltmeisterschaften (100 m)
- 2017: 4. Platz IPC-Weltmeisterschaften (Weitsprung)
- 2018: IPC-Europameisterin (400 m)
- 2018: IPC-Vizeeuropameisterin (100 m, 200 m und Weitsprung)
- 2019: 1. Platz IWAS World Games (100 m, 200 m und Weitsprung)
- 2021: 5. Platz Europameisterschaften (100 m)
- 2021: Paralympicssiegerin (400 m)
- 2021: 3. Platz Paralympische Sommerspiele (100 m)
- 2021: 5. Platz Paralympische Sommerspiele (Universalstaffel)
- 2024: 2. Platz IPC-Weltmeisterschaften (400 m)
- 2024: 3. Platz Paralympische Sommerspiele (400 m)[24]